# Mittelschwarzen
Mittelschwarzen ist eine Ortschaft in der Gemeinde Wipperfürth im Oberbergischen Kreis im Regierungsbezirk Köln in Nordrhein-Westfalen (Deutschland).

## Lage und Beschreibung
Der Ort liegt im Südwesten der Stadt Wipperfürth. Im Nordwesten der Ortschaft fließt der Schwarzenbach vorbei. Nachbarorte sind Julsiefen, Grüterich, Oberschwarzen, Hof und Heid.
Der Ort gehört zum Gemeindewahlbezirk 160 und damit zum Ortsteil Wipperfeld.

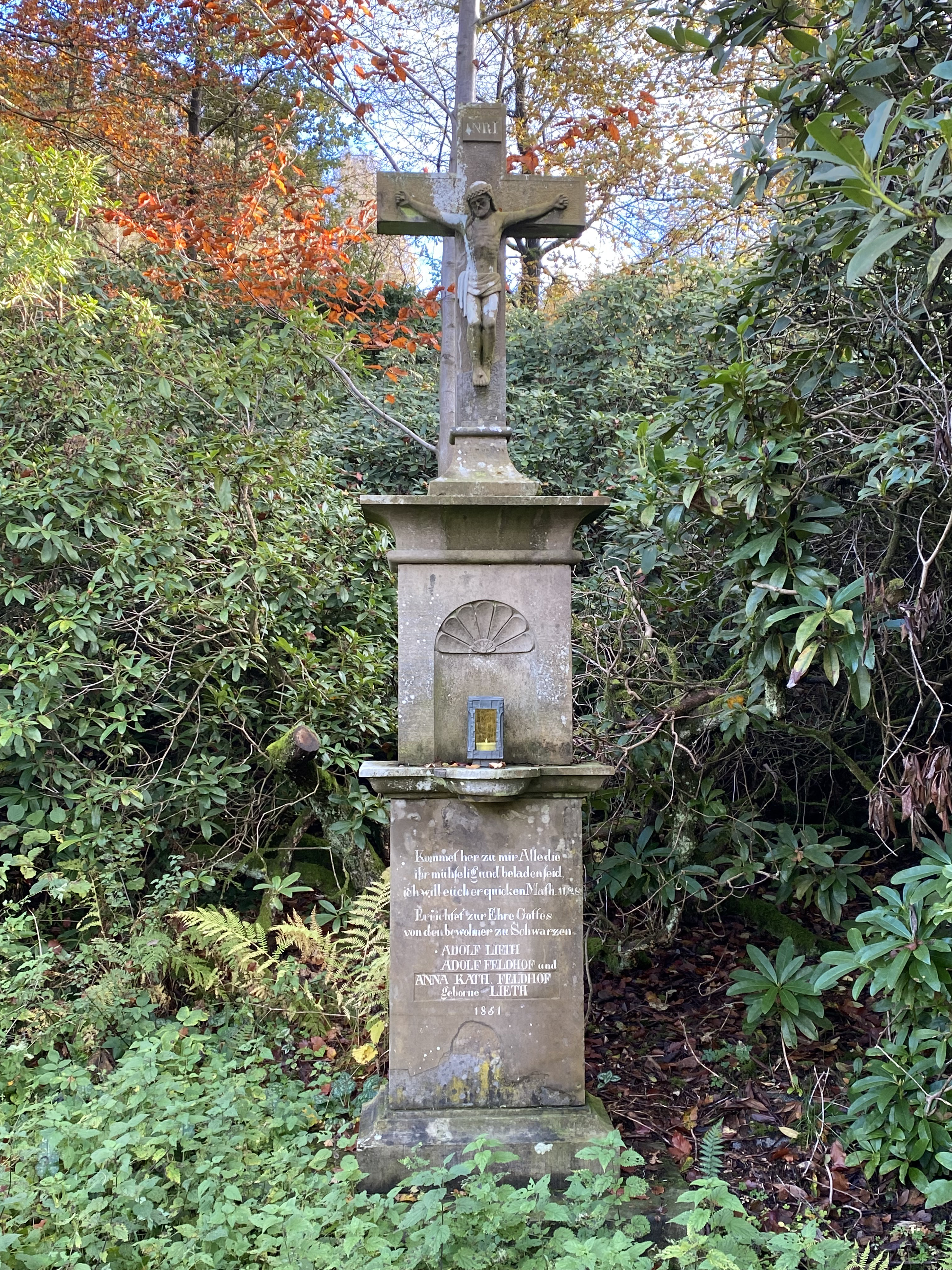
Baudenkmal Wegekreuz in Mittelschwarzen

## Geschichte
1443 werden die Orte Ober-, Mittel- und Unterschwarzen erstmals unter der Bezeichnung „Swartau“ in einer Einkunfts- und Rechteliste des Kölner Apostelstiftes genannt. Die Karte Topographia Ducatus Montani aus dem Jahre 1715 zeigt an der Stelle von Mittelschwarzen drei Höfe und bezeichnet diese mit „Schwarz“. Aus der Charte des Herzogthums Berg von Carl Friedrich von Wiebeking von 1789 geht hervor, dass Schwarzen Titularort der Honschaft Schwarzen im Kirchspiel Wipperfeld war. Die Topographische Aufnahme der Rheinlande von 1825 zeigt auf umgrenztem Hofraum unter dem Namen „Mit. Schwarzen“ fünf getrennt voneinander liegende Grundrisse.
Aus dem Jahre 1851 stammt ein im Ortsbereich stehendes Wegekreuz aus Sandstein. Oberhalb davon steht das Fachwerkhaus Mittelschwarzen 2, das ebenfalls ein Baudenkmal ist.

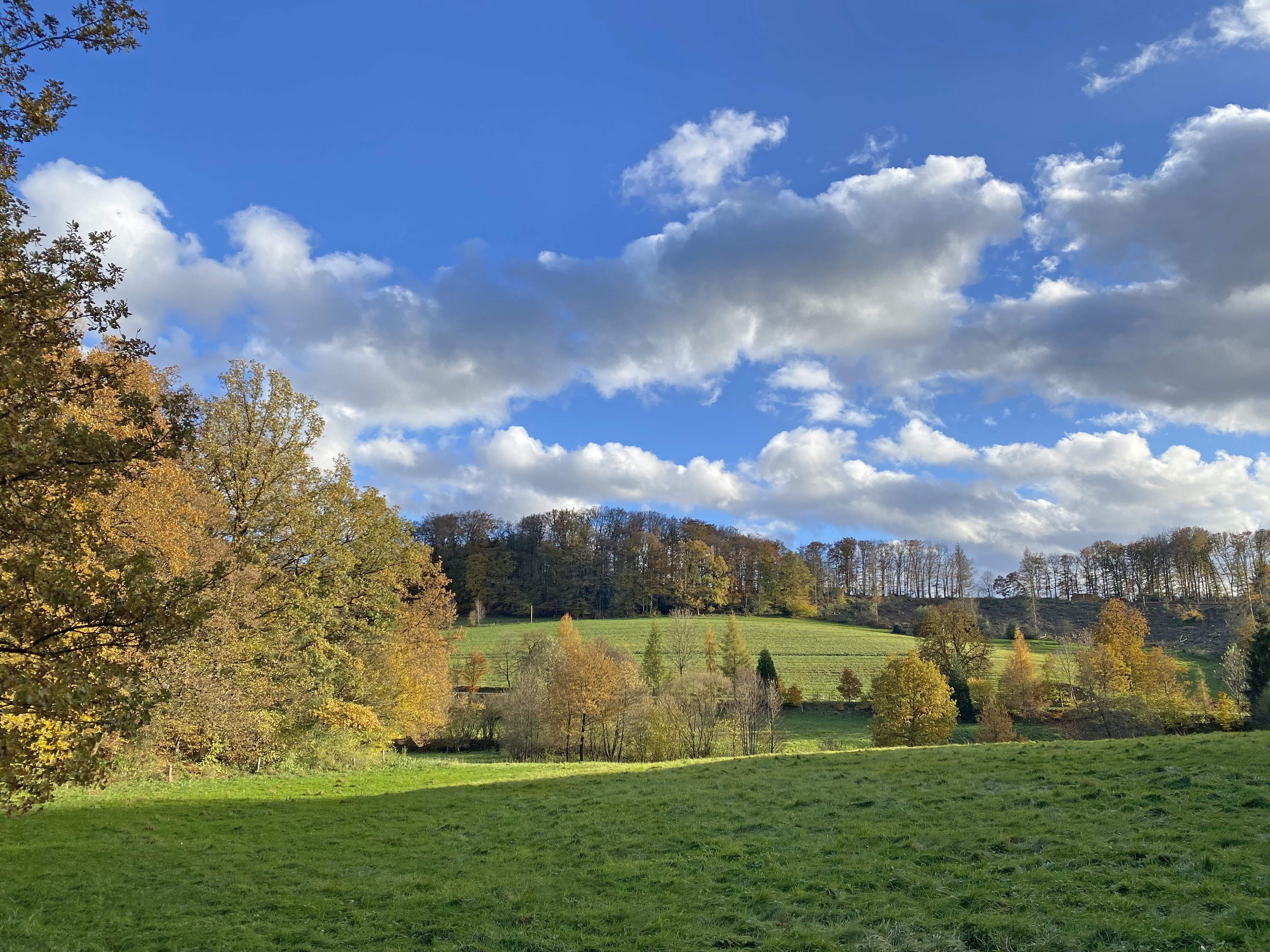
Schwarzenbachtal bei Mittelschwarzen
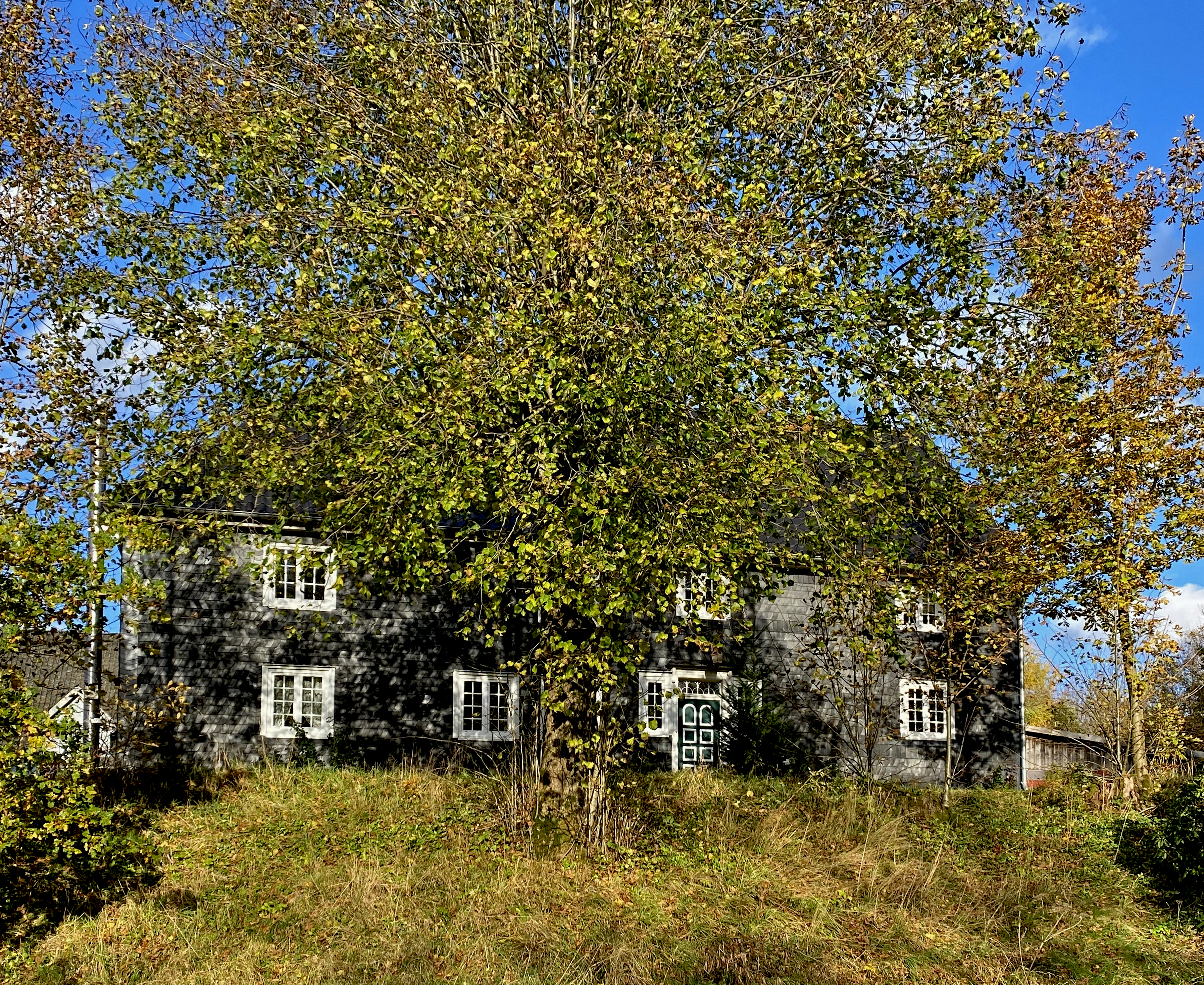
Mittelschwarzen 1
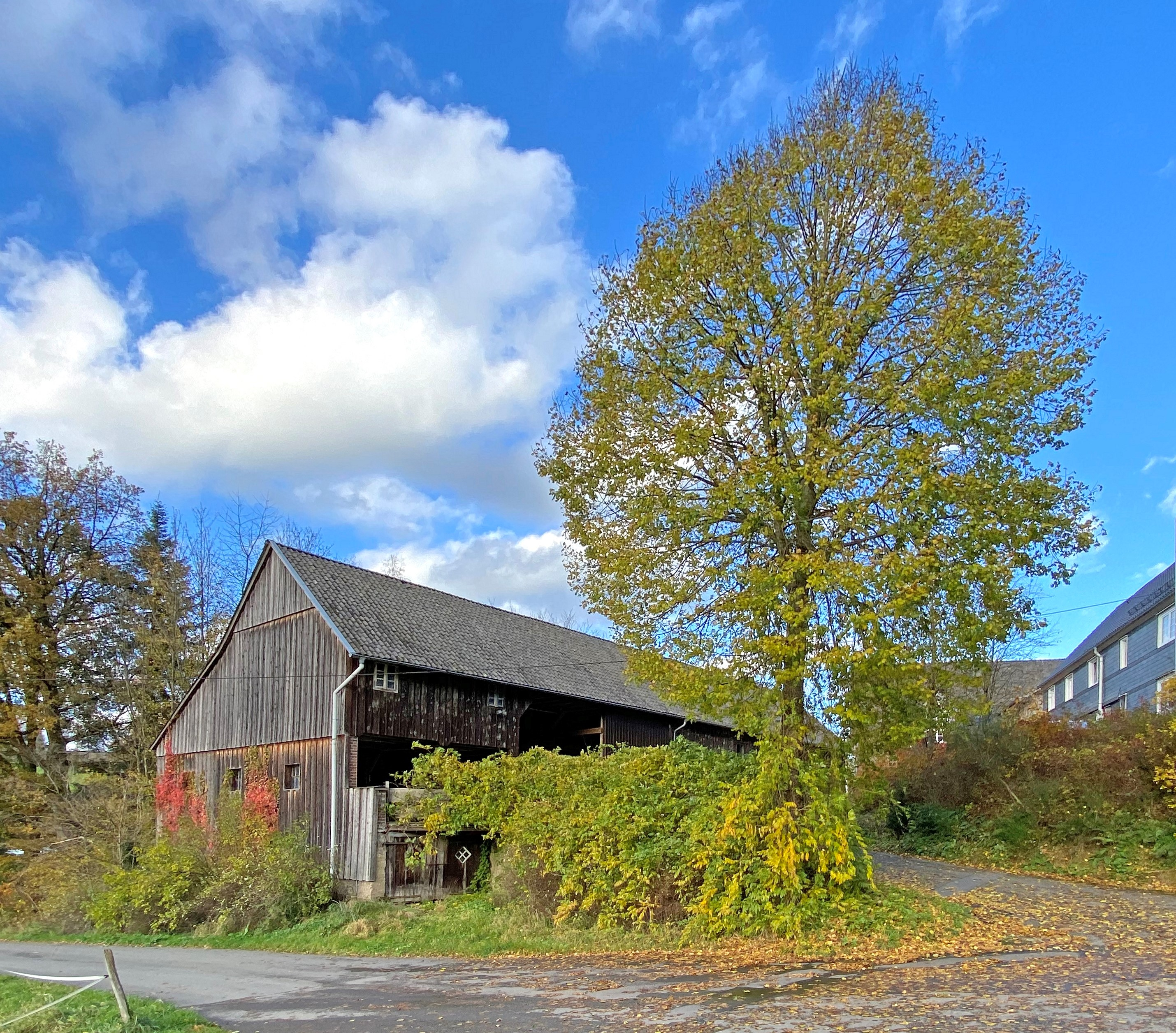
Scheunen bei Mittelschwarzen 1
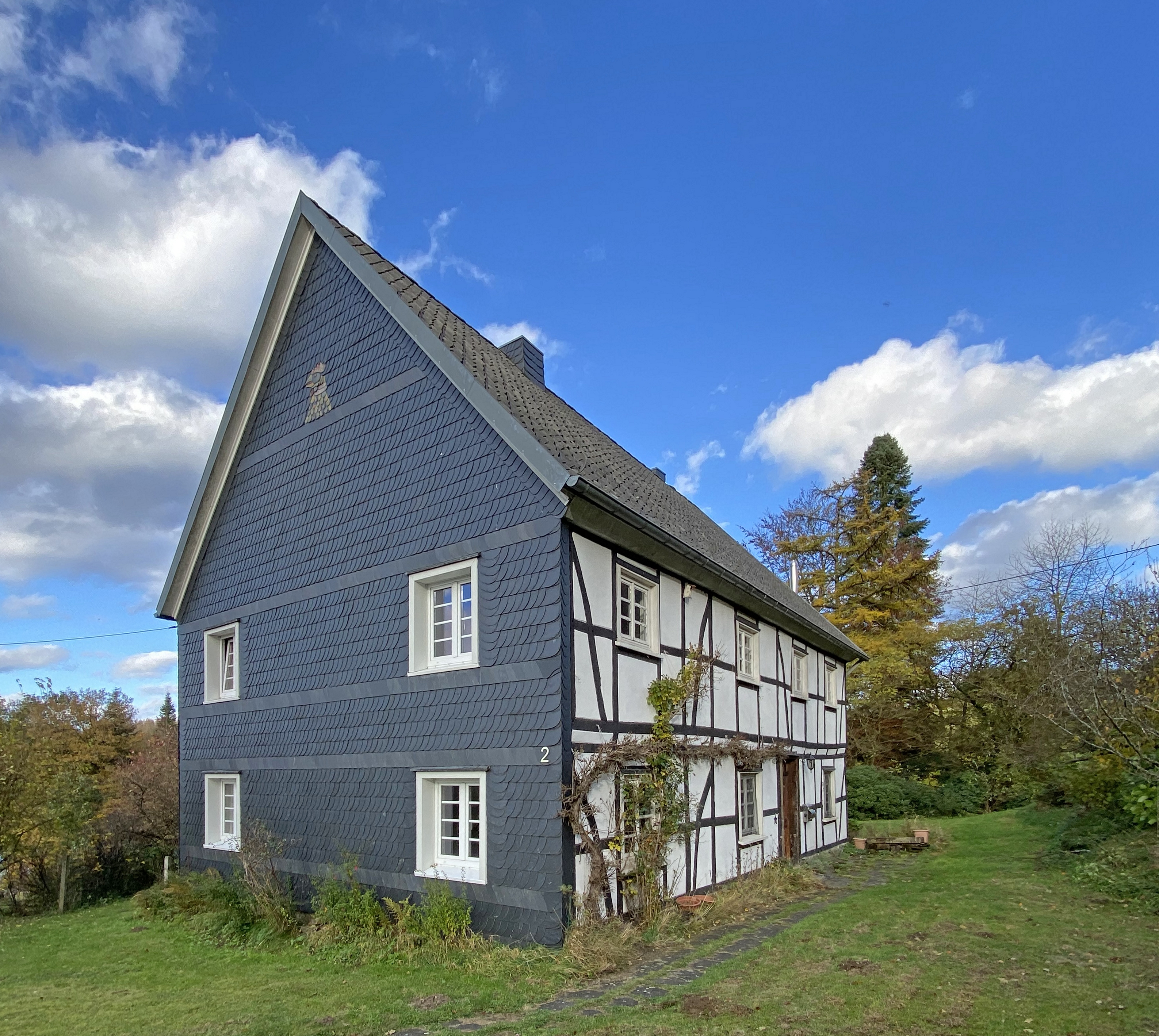
Baudenkmal Mittelschwarzen 2

## Busverbindungen
Über die Haltestelle Unterschwarzen der Linien 427 (VRS/OVAG) ist Oberschwarzen an den öffentlichen Personennahverkehr angebunden.

## Wanderwege
Der vom SGV ausgeschilderte Rundwanderweg A4 führt durch den Ort.